# ソコル (列車)
ソコル（ロシア語:Соколソーカル）は、ロシア鉄道の高速列車である。列車名の「ソコル」はロシア語で「鷹」のこと。ロシア連邦製の高速鉄道車両ВСМ250「ソコル」型電車（Электропоезд ВСМ250 "Сокол"エリェクトラポーイェスト・ヴェーエースエーム250ソーカル；ラテン文字転写の例:Elektropoezd VSM250 "Sokol"）を使用する。以下、車両名については便宜的にラテン文字表記のVSM250型を用いる。

## 概要
ロシアの首都モスクワとサンクトペテルブルクの間654kmを、軌間1520mmの在来線経由で結んでいる。この区間には、ソ連時代の1974年から製造されたER200型電車が就役し、4時間20分で結んでいたが、技術上の理由からか週1往復程度の運用にとどまっていた。1997年、新型車両が試作され（試作時の形式名はES250）「ソコル」と命名。2000年から量産に移された(VSM250)。動力分散方式でVVVFインバータ制御により交流誘導電動機を駆動。アルミ車体。直流3000V・交流25kV50Hzに対応し、営業時の最高速度は250km/h。しかしながら、ソコルの計画は2002年に中止されてしまい、その後はICE3をベースとしたドイツのシーメンス製高速車両ヴェラロを基にした車両サプサンを用いて高速化を進めた。
なお、この区間には高速新線が建設中であり、これが完成すると350km/h運転が可能となる。ロシアの高速鉄道プロジェクトは株式会社のロシア高速鉄道(RAO VSM)によって進められている。